# 金斯利非洲脂鯉
金斯利非洲脂鯉為輻鰭魚綱脂鯉目脂鯉亞目鮭脂鯉科的其中一種，為熱帶淡水魚，分布於非洲喀麥隆Nyong、Ntem河、沙那加河；加彭Kouilou與Loeme河；剛果民主共和國奧維克河及安哥拉剛果河等流域，體長可達16.5公分，棲息在底中層水域，生活習性不明。

## 扩展阅读
維基物種上的相關：金斯利非洲脂鯉